# Trihydrure d'arsenic
Le trihydrure d'arsenic, anciennement connu sous le nom d'arsine et à présent désigné par l'UICPA sous le nom d'arsane, est un composé inorganique de l'arsenic et de l'hydrogène de formule AsH3. Dans les conditions normales, c'est un gaz incolore et plus lourd que l'air, particulièrement toxique. Il a été utilisé en association avec d'autres gaz dans les obus chimiques de la Première Guerre mondiale.

## Réactivité chimique
Inodore à l'état naissant, il prend par oxydation au contact de l'air, une odeur aillacée détectable à partir de 0,5 ppm. Il est soluble dans l'eau et dans de nombreux liquides organiques.
C'est un composé stable et sa dissociation en dihydrogène et arsenic, très lente à température ambiante, n'est vraiment sensible qu'à partir de 230 °C. Sa décomposition est favorisée par l'action simultanée de l'humidité et de la lumière ou la présence de certains catalyseurs comme l'alumine.
Les hydrogènes peuvent être remplacés par des chaînes carbonées et l'on obtient des arsines aliphatiques (solides à température ambiante) et des arsines aromatiques (liquides).
Il peut réagir violemment avec les oxydants forts : eau de brome, eau de Javel, acide nitrique, permanganate de potassium. Ces réactions peuvent aller jusqu'à l'explosion avec le difluor, le dichlore, le trichlorure d'azote. Il n'est pas corrosif pour les métaux usuels, sauf l'aluminium.

## Historique
Les propriétés toxiques de l'arsenic semblent connues depuis l'antiquité, d'où son usage en tant que pesticide.
Les dérivés organiques de l'arsane ont été utilisés comme arme chimique sous forme de :
- chlorure de diphénylarsine ou (C6H5)2AsCl, dit Clark 1 comme vomitif et sternutatoire, à partir du 11 juillet 1917, par l'armée allemande ;
- cyanure de diphénylarsine ou (C6H5)2AsCN, irritant violent, vomitif et sternutatoire, sous le nom de Clark 2 à partir du 20 mai 1918, également par l'armée allemande.

## Production
On peut préparer l'arsane par protolyse de composés contenant un métal électropositif associé à l'arsenic.
L'arsane est un gaz toxique qui s'enflamme facilement dans l'air mais ses analogues organiques (radical aryle ou alkyle) sont beaucoup plus stables ce qui permet de les utiliser en chimie des métaux ou pour doper le silicium dans l'industrie des composants.

## Utilisations
Usages guerriers : c'est un gaz qui a été massivement utilisé par l'armée allemande, en association avec d'autres gaz, dans les obus chimiques de la Première Guerre mondiale. Irritant et sternutatoire, associé à l'ypérite, et diffusé en aérosol assez fin pour passer la barrière des filtres des masques à gaz, il forçait les soldats à tousser, éternuer ou vomir dans leur masque à gaz, et donc à ôter ce masque et à respirer de l'ypérite ou un autre toxique diffusé par les obus. Puis d'autres formes d'arsines ont été testées et utilisées, avec des effets de plus en plus puissants, pour produire des gaz irritants et des gaz vésicants.
Des arsines à la fois vésicantes et sternutatoires ont été développées (dichlorure d'éthylarsine et dibromure d'éthylarsine) et utilisées dès mars 1918. Ces « gaz » induisent une forte détresse respiratoire, accompagnée de crampes au niveau de la poitrine générant un fort sentiment d'angoisse, symptômes qui peuvent perdurer jusqu'à vingt-quatre heures. À l'état liquide, elles avaient en plus une action vésicante. Du dichlorure de phénylarsine a aussi été utilisé à partir de novembre 1917, qui ajoutait un effet vomitif irrépressible aux effets des gaz précédents. La peau des soldats les plus exposés aux vapeurs (près du point d'impact) se couvrait de phlyctènes douloureux. Dans les années qui ont suivi la guerre, on a aussi constaté que ces gaz étaient cancérigènes.[réf. nécessaire]
Ces gaz agissaient quelques minutes après l'exposition, principalement par contact avec les muqueuses respiratoires et avec les yeux (vive irritation) pour ne s'atténuer qu'après plusieurs heures. Une exposition plus prolongée pouvait provoquer dyspnée asthmatiforme aggravant les effets de l'ypérite. Après guerre, certains de ces obus ont été démantelés, engendrant de très graves pollutions des sols (hautes teneurs en arsenic, par exemple à Verdun) qui ont persisté jusque dans les années 2000. De grandes quantités d'obus chimiques ont été jetées en mer où, après quelques décennies de corrosion, elles sont à l'origine d'une pollution marine.
Le trihydrure d'arsenic est utilisé dans l'industrie des composants électroniques pour le dopage des semi-conducteurs, ainsi que dans la chimie organique de synthèse.
De nombreuses opérations industrielles peuvent occasionner le dégagement d'hydrogène arsénié :
- traitement de minerais arsenicaux ou de minerais contenant des impuretés d'arsenic (zinc surtout, mais également cuivre, étain ou plomb) ;
- fonderies de métaux ferreux, fonderies d'étain et de zinc, électrolyse, etc. ;
- détartrage acide de chaudières ;
- bronzage d'art (traitement de pièces métalliques dans des solutions acides contenant de l'arsenic) ;
- restauration de peintures contenant des pigments arsenicaux ;
- oxydation humide d'AlAs en alumine dans des structures à semi-conducteurs.

## Toxicocinétique
Le dihydrure d'arsenic est absorbé essentiellement par inhalation et pénètre par diffusion passive dans les poumons.
Il se concentre surtout dans le sang, le foie, les poumons, les reins et est éliminé dans les urines.

## Effets sur la santé
Le trihydrure d'arsenic est un gaz très toxique par inhalation ou même par contamination cutanée et qui peut être à l'origine d'intoxications mortelles. Il se lie à l'hémoglobine, entraînant une hémolyse et une anémie aiguë.
La toxicité est principalement hématologique et rénale (insuffisance rénale aiguë par hémoglobinurie) mais aussi neurologique et pulmonaire.
La durée de latence avant l'apparition des premiers symptômes est d'autant plus courte que l'intensité de l'exposition est plus élevée.
Une exposition à 250 ppm est rapidement fatale et des symptômes non spécifiques peuvent apparaître dès 0,5 ppm.
Dans les formes légères, consécutives à une exposition prolongée à de faibles expositions, peuvent s'associer des signes peu évocateurs telles que céphalées, douleurs musculaires, nausées.
Dans les formes aiguës marquées, on constate en outre des vertiges, des frissons, des vomissements, des douleurs abdominales. La gravité de l'intoxication dépend de l'importance de l'hémolyse : anémie hémolytique (élévation de la bilirubine non conjuguée, hémoglobinurie). L'atteinte rénale peut compléter le tableau, allant de l'hémoglobinurie modérée (urines rouges) à l'insuffisance rénale aiguë par néphropathie tubulo-interstitielle (avec oligurie puis anurie). Il peut également apparaître une atteinte hépatique vers le 2e ou 3e jour avec une élévation modérée des transaminases rapidement réversible. Des atteintes cardiovasculaire (avec anomalies de l'électrocardiogramme) et pulmonaire (œdème pulmonaire transitoire) peuvent également survenir. On retrouve parfois des séquelles à type de neuropathie périphérique et d'insuffisance rénale chronique.
L'intoxication chronique est exceptionnelle.
En France, le ministère du Travail a fixé une valeur moyenne d'exposition (VME) à 0,05 ppm et une valeur limite d'exposition (VLE) à 0,2 ppm.